# プラティアハーラ
プラティアハーラ  （サンスクリット: प्रत्याहार 、Pratyāhāra、プラティヤハーラともいう）は「内側への意識の引き寄せ」を意味する、パタンジャリのアシュタンガヨガの8つの段階のうちの5番目の段階。 

## 解説
紀元前2世紀に著された古典ヨガスートラにおいてパタンジャリが説いている。また、仏教のカーラチャクラタントラの六支ヨーガ（シャダンガヨーガ）の第一段階でもあり、外部の対象から五感を退け、悟りを開いた神が作り出した感覚に置き換えることを指す。 この段階は、 Guhyasamāja タントラの物理的孤立 ( kāyaviveka 、チベット語でlus bden ) 段階に類似している。
ヨガのバヒランガ（外的な）側面のヤマ、ニヤマ、アーサナ、プラーナーヤーマと、アンタランガ（内的な）ヨガとの間の架け橋。 プラティアハーラを行うと、サムヤマの実践に効果的に取り組むことができる。 プラティアハーラの段階では、意識が内面化され、味覚、触覚、視覚、聴覚、嗅覚からの感覚が脳内のそれぞれの脳領域に届かないようになり、ヨガの次の段階、ダーラナー（集中）、ディヤーナ（瞑想）、サマーディ（心の統一）に進み、パタンジャリのヨガ実践の目的であるプルシャの認識（Kaivalya）につながる。

## プラティアハーラの種類

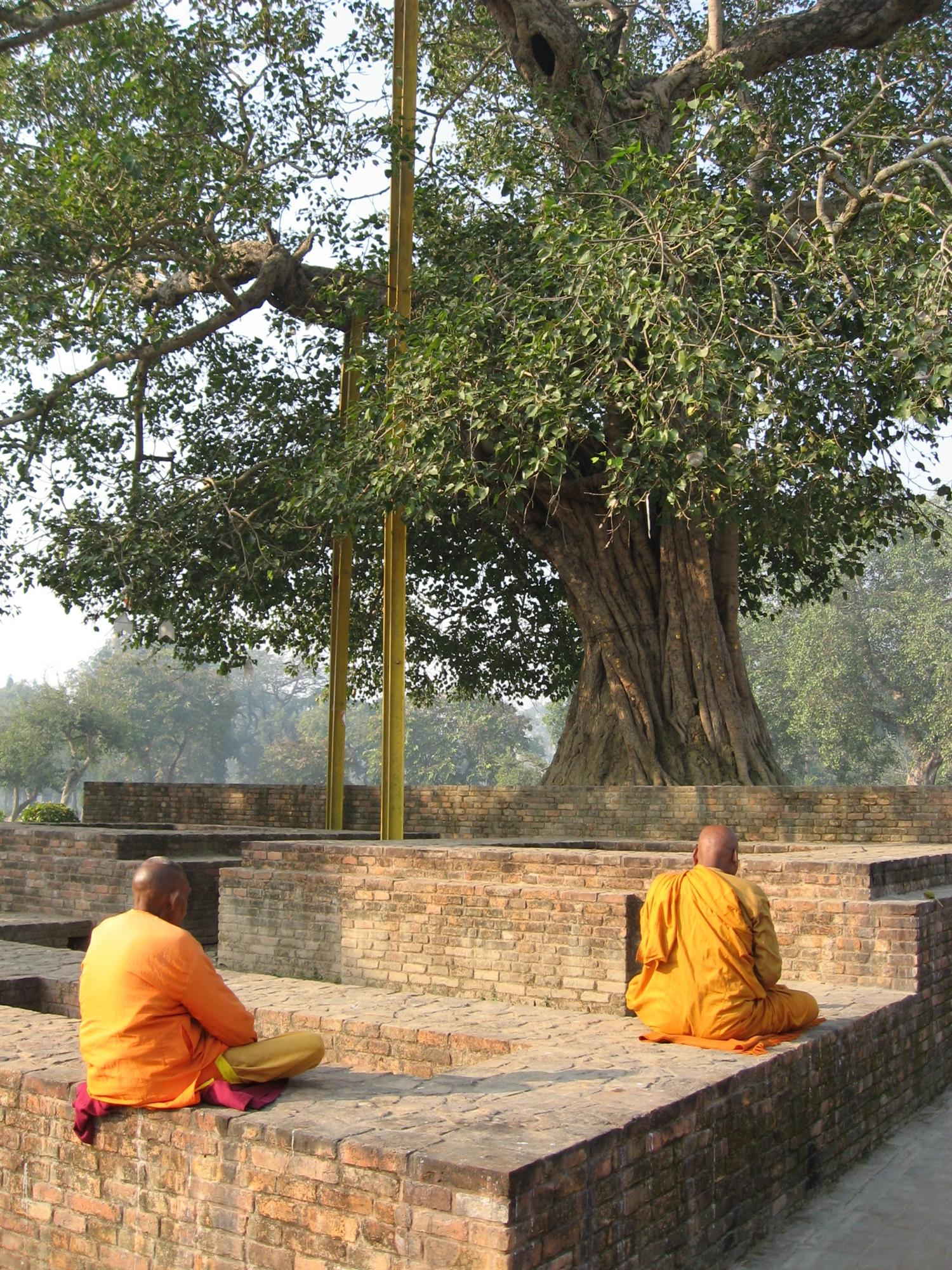
スラーヴァスティにあるジェタヴァナ僧院のアナンダボーディの木の下で瞑想する僧侶たち

## 関連文献
- Ayurveda and the Mind, by David Frawley, Lotus Press, Twin Lakes, Wisconsin ISBN 0-914955-36-5.
- The Yoga Sutras of Patanjali, Translated by James Haughton Woods. Courier Dover Publications, 2003. ISBN 0-486-43200-9ISBN 0-486-43200-9.
- Khedrup Norsang Gyatso. Ornament of Stainless Light. Translated by Gavin Kilty. The Library of Tibetan Classics 14. Boston: Wisdom Publications, 2004. ISBN 0-86171-452-0ISBN 0-86171-452-0.